# بابولو
بابولو هي عاصمة مقاطعة غباربولو في ليبيريا. وتقع على بعد 100 كيلومتر شمال مونروفيا.
يبلغ عدد سكانها 2908 نسمة من بينهم 1547 من الذكور و 1361 من الإناث، وذلك حسب إحصائيات عام 2008.
كانت بوبولو في يوم من الأيام مركزًا لاتحاد كوندو ، الذي شمل قبائل دي وجولا ولورما وفاي. بلغت المنطقة المحيطة ببوبولو أوجها في عهد الملك بوسان. أرسل التجار العبيد والعاج والذهب والكاموود إلى قبائل فاي وداي في مقابل الملح والتبغ والبنادق والقماش الأوروبي.
تعتبر زراعة الأرز والكسافا الآن النشاط الاقتصادي الرئيسي في بوبولو.